# 국제 골프 연맹
국제 골프 연맹(國際골프聯盟, International Golf Federation, IGF)은 골프 종목을 총괄하는 국제 스포츠 행정 기구이다. 아마추어 골프 선수권 대회와 올림픽 골프를 주관한다. 국제 올림픽 위원회의 공식 인증을 받은 대표 단체이나, 실제로 세계 골프에서 차지하는 비중은 크지 않다. 현재의 명칭은 2003년 기존의 세계 아마추어 골프 평의회(World Amateur Golf Council)에서 변경된 것이다. 국제 아마추어 골프 대회의 주관을 목적으로 1958년에 창설되었으며, 현재 두 개의 세계 아마추어 선수권 대회를 주관하고 있다. 두 대회는 각각 아이젠하워 트로피(남자 대회)와 에스피리토 산토 트로피(여자 대회)이다.
국제 골프 연맹은 그 명칭으로 인해 흔히 세계 골프를 총괄하는 최고 지위의 국제 단체로 오인되나, 실제로는 다음과 같다.
- 국제 골프 연맹은 세계 골프의 총괄이나 공식 규정을 정하는 단체가 아니다. 그러한 역할은 R&A 및 미국 골프 협회가 각각 담당하고 있으며, 이 단체들의 회장은 국제 골프 연맹의 회장을 겸임한다.
- 국제 골프 연맹은 여러 국가의 아마추어 골프를 총괄하는 단체가 아니다. 각국의 아마추어 골프는 해당 국가의 골프 연맹 단체에서 총괄하며, 이들 중 상당수는 국제 골프 연맹과 관련이 없다. 국제 골프 연맹에 가입된 국가별 골프 연맹들도 다수 존재하나, 이들이 국제 골프 연맹의 감독을 받는 것은 아니다.
- 국제 골프 연맹은 프로 골프를 총괄하는 단체가 아니다. 프로 골프는 프로 골퍼 협회 및 개별 골프 투어에서 주관한다.

비록 역할은 한정되어 있지만, 국제 골프 연맹은 올림픽 골프를 총괄하는 역할로서 국제 올림픽 위원회의 공식 인증을 받은 대표 단체이다. 골프는 2012년 하계 올림픽에서는 정식 종목으로 채택되지 못했지만, 2016년 하계 올림픽에서는 정식 종목으로 채택되는데 성공했다.

## 회원국
| 국가                  | 협회                             | 코드 | 대륙       | 설립   | 가맹   | 비고 |
| --------------------- | -------------------------------- | ---- | ---------- | ------ | ------ | ---- |
| 가나                  | 가나 골프 협회                   | GHA  | 아프리카   | 1970년 | 2010년 |      |
| 가봉                  | 가봉 골프 연맹                   | GAB  | 아프리카   | 2003년 | 2003년 |      |
| 감비아                | 감비아 골프 협회                 | GAM  | 아프리카   | 2009년 | 2011년 |      |
| 과테말라              | 과테말라 국가 골프 협회          | GUA  | 아메리카   | 1964년 |        |      |
| 괌                    | 괌 국가 골프 연맹                | GUM  | 오세아니아 | 1992년 |        |      |
| 그리스                | 그리스 골프 연맹                 | GRE  | 유럽       | 1981년 |        |      |
| 나미비아              | 나미비아 골프 연맹               | NAM  | 아프리카   | 1989년 | 1989년 |      |
| 나이지리아            | 나이지리아 골프 연맹             | NGR  | 아프리카   | 1985년 |        |      |
| 남아프리카 공화국     | 남아프리카 공화국 골프 협회      | RSA  | 아프리카   | 1910년 | 1959년 |      |
| 남아프리카 공화국     | 남아프리카 공화국 여자 골프 연맹 | RSA  | 아프리카   | 1914년 |        |      |
| 네덜란드              | 네덜란드 골프 연맹               | NED  | 유럽       | 1914년 | 1958년 |      |
| 노르웨이              | 노르웨이 골프 연맹               | NOR  | 유럽       | 1948년 |        |      |
| 뉴질랜드              | 뉴질랜드 골프 연맹               | NZL  | 오세아니아 | 1910년 |        |      |
| 니카라과              | 니카라과 골프 협회               | NCA  | 아메리카   |        |        |      |
| 대한민국              | 대한골프협회                     | KOR  | 아시아     | 1965년 | 1968년 |      |
| 덴마크                | 덴마크 골프 연맹                 | DEN  | 유럽       | 1931년 | 1958년 |      |
| 도미니카 공화국       | 도미니카 골프 연맹               | DOM  | 카리브     | 1969년 | 1992년 |      |
| 독일                  | 독일 골프 협회                   | GER  | 유럽       | 1907년 |        |      |
| 라트비아              | 라트비아 골프 연맹               | LAT  | 유럽       | 1989년 | 1991년 |      |
| 러시아                | 러시아 골프 협회                 | RUS  | 유럽       | 1992년 |        |      |
| 레바논                | 레바논 골프 연맹                 | LBN  | 아랍       | 1989년 | 1991년 |      |
| 루마니아              | 루마니아 골프 연맹               | ROU  | 유럽       | 2004년 |        |      |
| 룩셈부르크            | 룩셈부르크 골프 연맹             | LUX  | 유럽       | 1991년 | 1991년 |      |
| 리비아                | 리비아 골프 연맹                 | LBA  | 아랍       | 1967년 |        |      |
| 리투아니아            | 리투아니아 골프 연맹             | LTU  | 유럽       | 2000년 | 2000년 |      |
| 리히텐슈타인          | 리히텐슈타인 골프 협회           | LIE  | 유럽       | 1966년 | 2015년 |      |
| 마다가스카르          | 마다가스카르 골프 연맹           | MAD  | 아프리카   |        |        |      |
| 말라위                | 말라위 골프 연맹                 | MAW  | 아프리카   | 1960년 | 2014년 |      |
| 말레이시아            | 말레이시아 골프 협회             | MAS  | 아시아     | 1929년 |        |      |
| 멕시코                | 멕시코 골프 연맹                 | MEX  | 아메리카   | 1926년 | 1958년 |      |
| 모나코                | 모나코 공국 골프 연맹            | MON  | 유럽       | 2013년 | 2016년 |      |
| 모로코                | 모로코 왕립 골프 연맹            | MAR  | 아프리카   | 1960년 |        |      |
| 모리셔스              | 모리셔스 골프 연맹               | MRI  | 아프리카   | 1994년 |        |      |
| 몰도바                | 몰도바 골프 협회                 | MDA  | 유럽       | 1995년 | 2002년 |      |
| 몰타                  | 몰타 골프 협회                   | MLT  | 유럽       | 2006년 | 2006년 |      |
| 몽골                  | 몽골 골프 협회                   | MGL  | 아시아     |        |        |      |
| 미국                  | 미국 골프 협회                   | USA  | 아메리카   | 1894년 | 1958년 |      |
| 미국령 버진아일랜드   | 버진아일랜드 골프 연맹           | ISV  | 아메리카   | 1994년 | 1996년 |      |
| 미얀마                | 미얀마 골프 연맹                 | MYA  | 아시아     |        |        |      |
| 바누아투              | 바누아투 골프 협회               | VAN  | 오세아니아 | 1996년 |        |      |
| 바레인                | 바레인 골프 협회                 | BRN  | 아랍       | 1995년 | 1996년 |      |
| 바베이도스            | 바베이도스 골프 협회             | BAR  | 카리브     | 1968년 |        |      |
| 바하마                | 바하마 골프 연맹                 | BAH  | 카리브     |        |        |      |
| 방글라데시            | 방글라데시 골프 연맹             | BAN  | 아시아     | 1998년 | 2007년 |      |
| 버뮤다                | 버뮤다 골프 협회                 | BER  | 아메리카   | 1950년 |        |      |
| 베냉                  | 베냉 골프 연맹                   | BEN  | 아프리카   | 2011년 | 2016년 |      |
| 베네수엘라            | 베네수엘라 골프 연맹             | VEN  | 남아메리카 | 1951년 | 1958년 |      |
| 베트남                | 베트남 골프 협회                 | VIE  | 아시아     |        |        |      |
| 벨기에                | 벨기에 왕립 골프 연맹            | BEL  | 유럽       | 1912년 | 1958년 |      |
| 벨라루스              | 벨라루스 골프 협회               | BLR  | 유럽       | 2003년 | 2014년 |      |
| 보스니아 헤르체고비나 | 보스니아 헤르체고비나 골프 협회  | BIH  | 유럽       | 2004년 | 2005년 |      |
| 보츠와나              | 보츠와나 골프 연맹               | BOT  | 아프리카   | 1976년 |        |      |
| 볼리비아              | 볼리비아 골프 연맹               | BOL  | 남아메리카 | 1940년 | 2002년 |      |
| 북마케도니아          | 마케도니아 골프 연맹             | MKD  | 유럽       | 2011년 | 2012년 |      |
| 불가리아              | 불가리아 골프 협회               | BUL  | 유럽       | 2000년 | 2006년 |      |
| 브라질                | 브라질 골프 연맹                 | BRA  | 남아메리카 | 1958년 | 1958년 |      |
| 사모아                | 사모아 골프 연맹                 | SAM  | 오세아니아 | 2007년 | 2008년 |      |
| 사우디아라비아        | 사우디아라비아 골프 연맹         | KSA  | 아랍       | 1999년 |        |      |
| 산마리노              | 산마리노 골프 연맹               | SMR  | 유럽       |        |        |      |
| 세네갈                | 세네갈 골프 연맹                 | SEN  | 아프리카   | 1991년 | 2015년 |      |
| 세르비아              | 세르비아 골프 협회               | SRB  | 유럽       | 2006년 | 2010년 |      |
| 세이셸                | 세이셸 골프 연맹                 | SEY  | 아프리카   | 2017년 | 2017년 |      |
| 세인트루시아          | 세인트루시아 골프 연맹           | LCA  | 카리브     |        | 2013년 |      |
| 솔로몬 제도           | 솔로몬 제도 골프 연맹            | SOL  | 오세아니아 | 2011년 | 2014년 |      |
| 스리랑카              | 스리랑카 골프 연맹               | SRI  | 아시아     | 1946년 | 2012년 |      |
| 스웨덴                | 스웨덴 골프 연맹                 | SWE  | 유럽       | 1904년 |        |      |
| 스위스                | 스위스 골프 협회                 | SUI  | 유럽       | 1902년 | 1958년 |      |
| 스코틀랜드            | 스코틀랜드 골프 연맹             | SCO  | 유럽       | 2015년 | 2015년 |      |
| 스페인                | 스페인 왕립 골프 연맹            | ESP  | 유럽       | 1932년 | 1958년 |      |
| 슬로바키아            | 슬로바키아 골프 협회             | SVK  | 유럽       | 1991년 | 1997년 |      |
| 슬로베니아            | 슬로베니아 골프 협회             | SLO  | 유럽       |        |        |      |
| 싱가포르              | 싱가포르 골프 협회               | SGP  | 아시아     | 1961년 | 2002년 |      |
| 아랍에미리트          | 아랍에미리트 골프 연맹           | UAE  | 아랍       | 1995년 | 2000년 |      |
| 아르메니아            | 아르메니아 국가 골프 협회        | ARM  | 유럽       | 2013년 | 2015년 |      |
| 아르헨티나            | 아르헨티나 골프 협회             | ARG  | 남아메리카 | 1926년 | 1958년 |      |
| 아이슬란드            | 아이슬란드 골프 연맹             | ISL  | 유럽       | 1942년 |        |      |
| 아이티                | 아이티 골프 연맹                 | HAI  | 카리브     | 1938년 | 2014년 |      |
| 아일랜드              | 아일랜드 골프 연맹               | IRL  | 유럽       | 1891년 | 2000년 |      |
| 아일랜드              | 아일랜드 여자 골프 연맹          | IRL  | 유럽       | 1893년 | 2006년 |      |
| 아제르바이잔          | 아제르바이잔 골프 연맹           | AZE  | 유럽       | 2012년 | 2013년 |      |
| 아프가니스탄          | 아프가니스탄 골프 연맹           | AFG  | 아시아     | 2009년 | 2010년 |      |
| 안도라                | 안도라 골프 연맹                 | AND  | 유럽       | 2014년 | 2018년 |      |
| 알제리                | 알제리 골프 연맹                 | ALG  | 아프리카   | 1948년 | 1965년 |      |
| 에스와티니            | 에스와티니 골프 연맹             | SWZ  | 아프리카   | 1969년 |        |      |
| 에스토니아            | 에스토니아 골프 협회             | EST  | 유럽       | 1993년 |        |      |
| 에콰도르              | 에콰도르 골프 연맹               | ECU  | 남아메리카 | 1958년 |        |      |
| 엘살바도르            | 엘살바도르 골프 연맹             | ESA  | 아메리카   |        |        |      |
| 오만                  | 오만 골프 위원회                 | OMA  | 아랍       | 2009년 | 2010년 |      |
| 오스트레일리아        | 오스트레일리아 골프 연맹         | AUS  | 오세아니아 | 1898년 | 1958년 |      |
| 오스트리아            | 오스트리아 골프 협회             | AUT  | 유럽       | 1931년 |        |      |
| 온두라스              | 온두라스 골프 협회               | HON  | 아메리카   | 1977년 |        |      |
| 요르단                | 요르단 골프 연맹                 | JOR  | 아랍       | 2014년 | 2016년 |      |
| 우간다                | 우간다 골프 연맹                 | UGA  | 아프리카   |        |        |      |
| 우루과이              | 우루과이 골프 협회               | URU  | 남아메리카 | 1950년 | 1958년 |      |
| 우즈베키스탄          | 우즈베키스탄 골프 연맹           | UZE  | 아시아     | 2015년 | 2015년 |      |
| 우크라이나            | 우크라이나 골프 연맹             | UKR  | 유럽       | 1997년 | 2011년 |      |
| 웨일스                | 웨일스 골프 연맹                 | WAL  | 유럽       |        |        |      |
| 이라크                | 이라크 골프 연맹                 | IRQ  | 아랍       | 2016년 | 2016년 |      |
| 이란                  | 이란 이슬람 공화국 골프 연맹     | IRI  | 아랍       | 1995년 | 1996년 |      |
| 이스라엘              | 이스라엘 골프 연맹               | ISR  | 유럽       | 1984년 |        |      |
| 이집트                | 이집트 골프 연맹                 | EGY  | 아프리카   | 1953년 |        |      |
| 이탈리아              | 이탈리아 골프 연맹               | ITA  | 유럽       | 1927년 | 1958년 |      |
| 인도                  | 인도 골프 연맹                   | IND  | 아시아     | 1955년 | 1958년 |      |
| 인도네시아            | 인도네시아 골프 협회             | INA  | 아시아     | 1966년 |        |      |
| 일본                  | 일본 골프 협회                   | JPN  | 아시아     | 1924년 | 1958년 |      |
| 잉글랜드              | 잉글랜드 골프 연맹               | ENG  | 유럽       | 1924년 |        |      |
| 자메이카              | 자메이카 골프 협회               | JAM  | 카리브     | 1925년 |        |      |
| 잠비아                | 잠비아 골프 연맹                 | ZAM  | 아프리카   |        |        |      |
| 중화 타이베이         | 중화 타이베이 골프 협회          | TPE  | 아시아     | 1956년 |        |      |
| 중화인민공화국        | 중국 골프 협회                   | CHN  | 아시아     | 1985년 |        |      |
| 짐바브웨              | 짐바브웨 골프 협회               | ZIM  | 아프리카   | 1964년 |        |      |
| 체코                  | 체코 골프 연맹                   | CZE  | 유럽       | 1931년 | 1969년 |      |
| 칠레                  | 칠레 골프 연맹                   | CHI  | 남아메리카 | 1982년 |        |      |
| 카자흐스탄            | 카자흐스탄 골프 연맹             | KAZ  | 아시아     | 2004년 | 2016년 |      |
| 카타르                | 카타르 골프 협회                 | QAT  | 아랍       | 1991년 | 1981년 |      |
| 캄보디아              | 캄보디아 골프 연맹               | CAM  | 아시아     |        |        |      |
| 캐나다                | 캐나다 골프 연맹                 | CAN  | 아메리카   | 1895년 | 1958년 |      |
| 케냐                  | 케냐 골프 연맹                   | KEN  | 아프리카   | 1928년 | 1997년 |      |
| 케이맨 제도           | 케이맨 제도 골프 협회            | CAY  | 카리브     | 1993년 | 1994년 |      |
| 코스타리카            | 코스타리카 골프 협회             | CRC  | 아메리카   | 2012년 | 1971년 |      |
| 코트디부아르          | 코트디부아르 골프 연맹           | CIV  | 아프리카   | 1978년 |        |      |
| 콜롬비아              | 콜롬비아 골프 연맹               | COL  | 남아메리카 | 1946년 | 1958년 |      |
| 콩고 민주 공화국      | 콩고 민주 공화국 골프 연맹       | COD  | 아프리카   |        | 2008년 |      |
| 쿠웨이트              | 쿠웨이트 골프 협회               | KWT  | 아랍       | 2008년 | 2013년 |      |
| 쿡 제도               | 쿡 제도 골프 협회                | COK  | 오세아니아 | 1980년 |        |      |
| 크로아티아            | 크로아티아 골프 협회             | CRO  | 유럽       | 2008년 | 2014년 |      |
| 키르기스스탄          | 키르기스스탄 골프 연맹           | KGZ  | 아시아     | 2010년 | 2011년 |      |
| 키프로스              | 키프로스 골프 연맹               | CYP  | 유럽       | 2000년 | 2000년 |      |
| 탄자니아              | 탄자니아 골프 연맹               | TAN  | 아프리카   | 1950년 | 2008년 |      |
| 태국                  | 태국 골프 협회                   | THA  | 아시아     | 1956년 |        |      |
| 터크스 케이커스 제도  | 터크스 케이커스 제도 골프 협회   | TCA  | 카리브     | 1990년 |        |      |
| 튀니지                | 튀니지 골프 연맹                 | TUN  | 아프리카   | 1992년 | 2007년 |      |
| 튀르키예              | 튀르키예 골프 연맹               | TUR  | 유럽       | 1996년 |        |      |
| 트리니다드 토바고     | 트리니다도 토바고 골프 협회      | TTO  | 카리브     | 1956년 |        |      |
| 파나마                | 파나마 골프 연맹                 | PAN  | 아메리카   | 1972년 |        |      |
| 파라과이              | 파라과이 골프 협회               | PAR  | 남아메리카 | 1979년 |        |      |
| 파키스탄              | 파키스탄 골프 연맹               | PAK  | 아시아     | 1960년 | 1961년 |      |
| 파푸아뉴기니          | 파푸아뉴기니 골프 협회           | PNG  | 오세아니아 | 1963년 |        |      |
| 페루                  | 페루 골프 연맹                   | PER  | 남아메리카 | 1953년 | 1958년 |      |
| 포르투갈              | 포르투갈 골프 연맹               | POR  | 유럽       | 1949년 | 1958년 |      |
| 폴란드                | 폴란드 골프 연맹                 | POL  | 유럽       | 1993년 |        |      |
| 푸에르토리코          | 푸에르토리코 골프 연맹           | PUR  | 카리브     | 1954년 | 1964년 |      |
| 프랑스                | 프랑스 골프 연맹                 | FRA  | 유럽       | 1912년 | 1958년 |      |
| 피지                  | 피지 골프 연맹                   | FIJ  | 오세아니아 | 1955년 |        |      |
| 핀란드                | 핀란드 골프 연맹                 | FIN  | 유럽       | 1957년 | 1958년 |      |
| 필리핀                | 필리핀 국가 골프 협회            | PHI  | 아시아     | 1961년 |        |      |
| 헝가리                | 헝가리 골프 연맹                 | HUN  | 유럽       | 1989년 | 2003년 |      |
| 홍콩                  | 홍콩 골프 협회                   | HKG  | 아시아     | 1968년 |        |      |

## 참고 문헌
- “IGF National Members”. 국제 골프 연맹. 2021년 9월 3일에 원본 문서에서 보존된 문서. 2021년 9월 3일에 확인함.
- “국제 골프 연맹”. 국제 협회 연합.
- “국제 골프 연맹”. 국제 경기 연맹 총연합회.

## 같이 보기
- 골프
- 아시아 태평양 골프 연맹